# I-179
I-179 — підводний човен Імперського флоту Японії, споруджений під час Другої світової війни.
І-179, який належав до типу KD7, спорудили в 1943 році на корабельні компанії Kawasaki в Кобе та призначили для 11-ї дивізії підводних човнів.
Корабель завершили 18 червня 1943-го, після чого він розпочав тренування у Внутрішньому Японському морі. 14 липня І-179 перебував у районі півострова Кунісакі, коли контакт з ним був втрачений. 19 липня рятувальне судно виявило човен у районі з глибиною моря 80 метрів, при цьому водолази встановили, що кілька люків та клапан кормової баластної цистерни відкриті.
У середині 1950-х човен підняли, а рештки 85 членів екіпажу перепоховали.